# スーパーペーパーマリオ
『スーパーペーパーマリオ』（SUPER PAPER MARIO）は、インテリジェントシステムズ開発、任天堂発売のWii専用ゲームソフト。日本では2007年4月19日に発売された。略称ではスペマリが使用されることが多い。
2016年にWii Uのニンテンドーeショップでのダウンロード配信も開始された。
CMナレーションは木村匡也が担当した。

## 概要
『ペーパーマリオ』シリーズの第3作目で、それまでの作品とは違いゲームジャンルがアクションRPGからアクションアドベンチャーに変更されている。また、Wiiで初めて発売されたマリオシリーズのゲームである。
前作『ペーパーマリオRPG』でもキャラや仕掛けが紙のようにペラペラだったが、今作では、一見横スクロールアクションを思わせるが、Aボタンひとつで3Dマップに切り替えるという新しいシステムが登場する。
ストーリーはマリオたちが世界を救うため冒険するという他にも見受けられる内容だが、ギャグ混じりではあるものの『ペーパーマリオRPG』以上に全体的にシリアスなストーリーが目立ち、それ以外にも「オタク」や「自然と文明人との共存」、「死後の世界」などを題材にしたエピソードの登場、「終末」と「純愛」をテーマとする全体のシナリオなど、『マリオ』シリーズとしては非常に異質なストーリーが展開される。テーマに沿って、キーアイテムとなる「ピュアハート」も、星ではなくハート型となっている。舞台がマリオたちの世界とは違う次元であるため、世界観も他のシリーズとは大きく異なる点が多い。例を挙げると、作中で登場する古来の民は魔法使いというよりも錬金術師としての意味合いが強く、フェアリンは古代の民が人工的に作り出した生きた道具であったり、ピュアハートの防衛としてロボット（ズンババ）を使用するなど、古代のオーバーテクノロジーが物語の背景として存在する。

### 発売までの経緯
2006年5月のE3内で発表され、一旦はニンテンドー ゲームキューブで同年8月3日発売予定とアナウンスされた。しかし同年の7月に『ドンキーコング たるジェットレース』とともに発売の延期が決定した。その後9月にプラットフォームをGCからWiiに変更することが発表された。2007年2月21日の任天堂の小売向けソフト体験会において、日本国内での発売日が2007年4月19日であることが明らかになった。プラットフォームをGCからWiiに移行したことについて、この作品のプロデューサーを務めた田邊賢輔は、ニンテンドードリームのインタビューで「これは記事にできないと思います。現場にとってもビックリやったし、急なことやったとだけ言うときましょうか」とコメントしている。

## ストーリー
ある時、マリオとルイージが久しぶりにキノコ城を訪ねようとしていると、キノピオが「キノコ城が襲撃を受けてピーチ姫が誘拐された」と伝えてきた。マリオとルイージはクッパが誘拐したと考えてクッパ城に乗り込んだが、クッパはまだ何もしていないという。
そこにノワール伯爵と名乗る人物がピーチ姫とともに現れた。ノワール伯爵は「『黒のヨゲン書』に書かれた予言を実行して世界を滅ぼす」と言って、攻撃してきたマリオを返り討ちにすると、クッパをその場にいた部下やルイージもろとも連れ去り(マリオのみ気絶したままクッパ城に取り残される)、「『次元のあな』を生み出す」と発言して去っていった。
少しして、ノワール伯爵はピーチ姫とクッパの結婚式を執り行っていた。ピーチ姫が伯爵の側近であるナスタシアの催眠術で無理やり愛を誓わされると、コントンのラブパワーなるものが生み出され、その場に居たルイージがそれを踏んだことにより、ピーチ姫・クッパ・ルイージはどこかに消えてしまった。ノワール伯爵は「もう彼らに用はない」と言って、黒のヨゲン書の先の内容に進むことにした。
一方、マリオが目を覚ますと、目の前にフェアリンという妖精のアンナがいて、一緒に来てほしいという。着いた先はキノコ王国と違う次元にある町、「ハザマタウン」だった。そこにいたデアールは、ノワール伯爵が黒のヨゲン書を使って次元のあなを作り、世界を破滅させようとしていることと、8つのピュアハートを集めた勇者のみがそれを止められることを話した。
マリオはピュアハートを集めるため、冒険に出る。

## システム
本作は、前作と異なりいわゆるアクションアドベンチャーとなっているが、以下のようなシステムがあり、前作までのRPGの要素も若干残った形式となっている。

### パラメータ
マリオと仲間の基本的なパラメータは「HP（ハートポイント）」「こうげき力」の2種類で、これらのパラメータは共有になっている。
「HP」は体力を示し、敵からダメージを受けると減っていき、HPが「0」になるとゲームオーバーとなり、本作以前の『マリオストーリー』や『ペーパーマリオRPG』のように、タイトル画面に戻される。HPは全てのキャラクターで共有になっているため、操作するキャラクターを切り替えてもHPの残りの数値はそのままである。
「こうげき力」はその数値がそのまま敵に与えるダメージの量となっている。ただし、敵に「ぼうぎょ力」がある場合はその数値だけ敵に与えられるダメージが減少する（例えば、ぼうぎょ力が「1」の敵に対して、こうげき力が「2」の場合はダメージを「1」与えることができる）。
クッパの場合はこうげき力が2倍になり、他のキャラクターに比べより多くダメージを与えることができる。また、「ヘびードン」や「ハまハンマ」のフェアリンによるこうげき力も2倍になるため、通常より多くダメージを与えることができる。

### フィールド
今作は、ステージを移動しながら敵を倒していき、ゴールを目指すこととステージの最後に登場するボスを倒すなどが目的となっている。前作にあったRPGのようなターン制の敵との戦闘は（ごくごく一部のイベントを除いて）ないものの、前作にあった町にある「アイテムショップ」や「宿屋」などの施設があり、アクションゲームでありながら従来のRPG要素が若干含まれている。
フィールドは2Dの横スクロールだけでなく、マリオの「次元ワザ」を使うことで3Dの奥スクロールのようなフィールドに変化する。3Dに切り替えることで2Dでは見えなかった道や敵や仕掛けなどが見えるようになる。この「次元ワザ」で2Dと3Dを切り替えて仕掛けを解いたり、進める道を探しながらステージをクリアしていく。ただし、「次元ワザ」を使用し3Dに切り替えている間は、画面左上に表示されるゲージが少しずつ減っていく。このゲージがなくなると残りHPが「1」減ってしまう。少なくなったゲージは2Dに戻せば徐々に回復していく（ゲージはこれ以外にも、ダメージを受ける・HPを回復させるなどの方法で全回復させることができる）。また、3Dに切り替えている間は、2Dにいる敵などに触れてもダメージは受けない。が、中にはこちらが3Dに切り替えるとそれに合わせて3Dに切り替えてくる敵もいる。また、3Dに行くことができるのはマリオのみで、3Dの状態で操作するキャラクターを切り替えても、強制的に2Dに戻されてしまう。また、マリオのスペシャルカード(ランク★★★)を獲得すると、次元ワザゲージが減らなくなる（ゲージは表示されるが、ゲージは減らない）。

### スコア
敵を倒すと、点数である「スコア」が手に入る。このゲームでの「スコア」はRPGで言う「経験値」とほぼ同様のものである。
スコアは倒した敵に応じて、弱い敵は少なめに、強い敵や珍しい敵やボスは多めに手に入れることが出来る。また、敵を連続で踏み続けて倒すことで多めに手に入れることが出来、「アクロバットアクション」を成功することでさらに増やすことが出来る。しかし、中には倒すと貯めていたスコアが減ってしまう敵もいる。
スコアを一定以上貯めるとレベルアップしてHPが全回復し、さらに「HP（最大値）」「こうげき力」のどちらかのパラメータが増える。増えるパラメータはレベルの数の偶数と奇数によって違い、偶数の場合は「さいだいHP」が「5」増えて、奇数の場合は「こうげき力」が「1」増える。レベルが上がるにつれ次のレベルに上がるのに必要なスコアの量が増えていく。なお、レベルが「99」になるとスコアを貯めてもそれ以上レベルを上げることが出来なくなるため、本ゲームの最高レベルは「99」となっている。

### アクロバットアクション
敵を踏んで空中に浮いているときにWiiリモコンを振ることで「アクロバットアクション」が発生して、成功するともらえるスコアが少しだけ増えていく。キャラクターによって行うアクションは異なる。地面に着地せずに続けて敵を踏み、「アクロバットアクション」を連続で成功させることでもらえるスコアがさらに増えていく。Wiiリモコンを左右に何回も振ることで通常よりスコアが多く手に入るが、難易度は高い。

### アクションコマンド
今作の「アクションコマンド」はアクションコマンドが可能なアイテムを使用した時と一部を除いた状態異常が発生した時に入力する。アイテムや状態異常によって、アクションコマンドの操作内容が異なる。また、アクションコマンドの結果に応じて、効果の内容も異なる。
Wiiリモコンを振る
メーターが満タンになるまで、時間内にWiiリモコンを上下に何度も振りつづける。
円囲み
Wiiリモコンを画面に向けて持ち、キノコの周りに線を引いてキノコを囲む。何度も囲んでいくとキノコがどんどん大きくなる。
タイミング
タイミングよくボタンを押したり、指示された十字ボタンを入力する。
リズム
左右に往復されるカーソルを印が光ったときにボタンを押して、メーターをどんどん貯めていく。
Wiiリモコンの傾きを合わせる
画面に表示されるWiiリモコンのイラストと、同じ向きになるようにWiiリモコンを傾ける。
シューティング
Wiiリモコンを画面に向けて持ち、的をポイントして、Aボタンでどんどん当てていく。

### 状態異常
敵の攻撃やアイテムなどにより、キャラクターが状態異常を起こす場合がある。中には、有利なものもある。悪い状態異常を治す方法は「アクションコマンドを行う」と「時間が経つまで待つ」と「アイテムで回復する」と「ダメージを受ける」の4つがある。
どく
しばらくの間、HPが「1」ずつ減っていく。HPが回復するアイテムを使うか時間が経つことで治る。
のろいのろい
しばらくの間、移動速度が遅くなる。「ぬるぬるエキス」のアイテムを使うか時間が経つことで治る。
おもいのろい
しばらくの間、ジャンプ力が低くなる。「ぬるぬるエキス」のアイテムを使うか時間が経つことで治る。
さかさのろい
しばらくの間、十字ボタンの上下左右が逆になる。「ぬるぬるエキス」のアイテムを使うか時間が経つことで治る。
わざののろい
しばらくの間、キャラクターの固有アクションが出来なくなる。「ぬるぬるエキス」のアイテムを使うか時間が経つことで治る。
ねむり
眠って動けなくなり、操作できなくなる。ダメージを受けるか、Wiiリモコンを上下に何度も振ってメーターを満タンにすることで治る。
こおり
凍って動けなくなり、操作できなくなる。Wiiリモコンを上下に何度も振ってメーターを満タンにすることで治る。
じわじわ
しばらくの間、HPが徐々に1ずつ回復していく。
ミニミニ
「ミニみ」のフェアリンを使うことで発生する。体が小さくなることで敵に気づかれなくなるほか、小さな土管や扉に入れたり、水の上を歩いたり、細い道や低い道を通ることが出来るようになる。解除すると元に戻る。
とうめい
「キえマース」のフェアリンを使うことで発生する。ペラペラの紙のような状態になって、移動せずにその場に立ち止まることで敵に気づかれなくなり、ダメージを一切受けなくなる。また、マリオで次元ワザの3D視点の時に細い道を通ることが出来る。解除すると元に戻る。
カチカチ
しばらくの間、受けるダメージが半分に減る。
ツヨツヨ
しばらくの間、こうげき力が2倍になる。
バリア
しばらくの間、ダメージを受けなくなり当たった敵を弾く。
びりびり
しばらくの間、飛び道具以外の攻撃でダメージを受けなくなり、当たった敵をしびれ状態にする。
スーパースター
しばらくの間、操作しているキャラクターがファミリーコンピュータのスーパーマリオブラザーズのドット絵で巨大化し、無敵状態になる。この間は当たったレンガブロック・?(ハテナ)ブロック・ドカン・敵を破壊することができる。キャラクターによって移動速度とや大きさが異なり、マリオはどれも標準的、ピーチはマリオより大きいが少し遅い、クッパは一番大きいが一番遅い、ルイージはマリオと同じサイズだが少し速いといった特徴がある。

## 用語
黒のヨゲン書
今作の鍵となる存在。未来に起こる、世界の終わりまでの出来事が記されており、そのヨゲンを現実としてしまう強大な魔力も秘めている。オープニングの語り部によれば、前述のように必ずヨゲンは当たるが、その内容はいずれも「破滅」に関することであるため、所有者はいずれも不幸な末路を遂げたとされ、ノワール伯爵は歴史上最後の所持者とされている。
白のヨゲン書
古代の民が、「黒のヨゲン書」に対抗して書いたヨゲン書。あくまで「黒のヨゲン書」を解読し、書かれたそのヨゲンへの対抗策を記述したものであり、そのため本当の意味での予言書とは異なる。現在は古代の民の末裔であるデアールが所持して解読を進めている。デアールの親戚であるサンデールもその内容の一部を知っており、それによると異世界からの「4人の勇者」が世界を救う、とされているという。
ピュアハート
「愛の力は無限」とした古代の民が生み出したハート型の物体。全部で8つある。愛を感じ取ることで無限の力を生み、同様に無限に復活する。「白のヨゲン書」では、全て集めれば破滅のヨゲンを止められる力を持つとされている。
コントンのラブパワー
「ピュアハート」とは対なる力を持つ、「決して交わることのない2つ」から生まれる不穏な物体。世界を破滅に導くほどの力を持っている。ディメーンも内容の一部を知っており、それによると「ミドリのオトコ」が負の感情を使用すると、「終わりなき混沌と破壊」が世界を崩壊させる、と述べている。
フェアリン
古代の民の大魔法使いが作中から3000年前に作り出した「生きた道具」である妖精で、意思を持ち自立行動ができ、各自固有の魔術的な能力を持つ。性格は各フェアリンごとに異なるが、いずれも奇妙な口癖や思考回路を持つ。「4人の勇者」の手助けとなるべく、主に「ピュアハート」の保管先近くに封印されている。現在は詳細な製造方法が失われてしまっているが、デアールの手元に残された資料やサブストーリーによれば、実は人間の魂をベースに作られたもので、それ故に「道具」として扱われることに不満を持ったフェアリンたちが反乱を起こしたことが過去にあり、奇妙な思考回路を持っているのは2度と反乱を起こせないように知能を制限したため、だという。その為仲間のフェアリンは個性が強い。

## 登場キャラクター

### 4人の勇者（主人公）
マリオ
プレイヤーの1人。作中でア・ゲールという人物から「次元ワザ」を授かり、それを武器に敵に立ち向かう。これまでのペーパーマリオシリーズと同様、相変わらずセリフは話さないが、アンナが代弁することが多い。ステージ7-3でラブエルに「ピーチ姫ってマリオの彼女？」と言われた場面があったが、いずれも否定した。
ピーチ姫
プレイヤーの1人。ノワール伯爵にさらわれるが、何者かのワープ魔法によって助かり（のちにディメーンがピーチ姫を利用するために助けたと判明）、その後ワープ先にいたマリオと再会する。カサを使ったアクションが得意であり、地上ではカサで敵の攻撃を防いだりもできる。また、ジャンプ中にカサを広げることで落下速度を大幅に減少できる。攻略本ではおっとりした性格と書かれているが実際の今作のピーチ姫は自ら冒険に出ると言い出したり、マネーラにオバサン呼ばわりされて激怒するなどとオテンバな面が目立つが、何の前触れもなく出会ったタマラを信じるなど、優しい面も目立つ。
クッパ
プレイヤーの1人。通常マリオたちとは敵対関係であるが、今作では洗脳された部下たちを助ける為に仲間になる。「こうげき力」が他のキャラの2倍となっており、ジャンプの他に炎を吐いて攻撃することができる。7-2「アンダーロード」まで連れて行かれた時は、全てはマリオたちがしくんだことと勘違いするなど、敵としてはマヌケな面が目立つが一方では頼もしい面も多く、その点はデアールからも認められている。
ルイージ
プレイヤーの1人。ナスタシアに洗脳されて「ミスターL」と名乗り、マリオたちと戦うことになるが敗北。その後ディメーンに「アンダーランド」と呼ばれる死後の世界に連れてこられるが、これをきっかけにマリオと再会する。ジャンプ力が高く、「スーパージャンプ」という下から突き上げるような大ジャンプを繰り出す技を使うことができる。しかし、ジャンプ後の着地や移動を止めたときに少し足が滑るようになっている。本作の彼はヨゲン書において「ミドリのオトコ」と呼ばれるほどの重要な役割を果たしている。
なお、主人公の4人は後に同じくWiiで発売された『大乱闘スマッシュブラザーズX』にてこれらをモチーフした鑑賞フィギュアが登場している。ピーチとクッパは冒頭のウェディング姿もフィギュアになっている。

### フェアリン
ゲームを進めていくと仲間になるキャラクター。それぞれ固有の能力や性格を持つ。前記のように、アンナ以外のフェアリンは奇妙な思考回路でおかしなしゃべりかたをするが、仲間になった後にフェアリンがしゃべるイベントはない。
アンナ
「真実を見通す」能力を持つ「あんないフェアリン」。虹色のチョウチョのような姿をしている。最初は少々すさんだ性格で暗く物静かな口調だが、冒険とともに徐々にマリオたちと打ち解けていく。実は元々フェアリンではなく、デアールが昔の文献を元にある人物の魂を使って生み出した存在である。過去の記憶を失っているが、ノワール伯爵を止めようという意思がなぜか強く、そのことが後に重要な理由を持つこととなる。
英語版の名称は「Tippi」。
トるナゲール
ものを取って投げる能力を持つ「なげフェアリン」。1-2ラインラインマウンテンで仲間になる。細かい事は気にしない、豪快な性格。英単語を交えた口調で話す。
英語版の名称は「Thoreau」。
ボムドッカん
爆弾になって敵を攻撃したり、進行の邪魔になるレンガブロックや壁のひび割れを破壊する能力を持つ「バクダンフェアリン」。2-1トワイランドで仲間になる。勇者がイカした電波を発していることにより、内心かなり喜んでいる。語尾の「ビン」の部分を強調している。
英語版の名称は「Boomer」。
キえマース
画面に対して90度回転して、姿が消えたようにしたり、次元ワザで3D状態になった際には狭い隙間を通り抜けられるようにする能力を持つ「ペラペラフェアリン」。2-3サンデールの館その2で仲間になる。数字の順番をわざと間違えている。語尾に「ルン」を付ける。
英語版の名称は「Slim」。
ヘびードン
ヒップドロップ(敵へのダメージが2倍になる)を使用できる能力を持つ「ヒップドロップフェアリン」。お尻へのこだわりが非常に強い。3-2ドットドット海で仲間になる。ヒップだけにヒップホップ系な性格。
英語版の名称は「Thudley」。
ノッテこー
移動用のリフトとなる能力を持つ「のりものフェアリン」。彼に乗っている間はトゲを踏んでもダメージを受けない。3-4カメレゴン城で仲間になる（牢屋に捕らえられていた）。ノリとフィーリングを大事にしている。
英語版の名称は「Carrie」。
メクるルン
画面をめくる能力を持つ「めくりフェアリン」。4-2わくせいプラネーンで仲間になる。その地のトイレに入っていた。トイレに100年間も入っていた理由は、「紙がない」からとのことで、劇中では古文書をトイレットペーパーの代わりに使用していた。
英語版の名称は「Fleep」。
ハまハンマ
ペーパーマリオシリーズおなじみのハンマーを使用できる「ハンマーフェアリン」。5-2ストンストンバレーで仲間になる。4文字以上の言葉を入力しないと仲間にならない。普段ハンマーをあまり使わないピーチやクッパも使用可能。語尾に「～っス」を付ける。
英語版の名称は「Cudge」。
ミニみ
小さくなれる能力を持つ「ミニミニフェアリン」。ロック人を匿っており、自分の能力で解放してあげた。フェアリンの中では比較的まともな性格で、詩的な口調で喋る。5-4ハナーンのどうくつその2で仲間になる。
英語版の名称は「Dottie」。
バーリやー
バリアを張れる能力を持つ「バリアフェアリン」。3-1カクカク平原にいて、最初はカメレゴン城までの攻略法(3つ言うが、全て赤い物が攻略のヒントになっている)を教えてくれ、カメレゴン撃退後に話しかけると仲間になる。アンナの説明によるとマリオたちのことを「4人の勇者」だとは気がつかなかったという。語尾に「～っほ」を付けて話す。
英語版の名称は「Barry」。
ダダっシュ
いわゆる「1ダッシュ」（「1」とはWiiリモコンの「1ボタン」のこと）が使用できる能力を持つ「ダッシュフェアリン」。「100部屋ダンジョン」をクリアすると仲間になる。カードの説明によると「本当はBボタンでダッシュしたかったらしい」と書かれている。
英語版の名称は「Dashell」。
ぴッキョローン
音楽を鳴らす力を持つ「メロディフェアリン」。呪いを解除したり、特定のブロックを壊すことができる。「ウラハザマタウン」でおつかいイベントクリア後に仲間になる。連れている時は特定の効果音が変わる（ジャンプ音やクッパの炎など）。
英語版の名称は「Piccolo」。
ジャスミン2世
カメレゴンが生み出したアンナの1/1フィギュア。エンディング後に登場。外見・能力・性格をほぼ完全に再現しており、外見上は触角らしきものがあること以外同じ。普段はアンナとして振る舞うが、自分がアンナではないことは理解している。プレイヤーを調べると最後に「きっとカノジョならそう言うわ」と言う。仲間にするには、カメレゴンに999コイン払う必要がある。
英語版の名称は「Tiptron」。

### ザ・伯爵ズ
本作で登場する敵組織。「黒のヨゲン書」の内容に従い、ピーチ姫とクッパを利用して「コントンのラブパワー」を作り出して世界を破滅に導こうとしている。ノワール伯爵は部下に「世界を滅ぼした後、理想の世界を自分たちで新たに創造する」として従わせている（ただし構想ができているのはドドンタスとマネーラのみ）。
ノワール伯爵
今作最大の敵キャラ組織「ザ・伯爵ズ」の首領。一人称は「ヨ」で、語尾に「ワ～ル」と付き（これは意図して使っており、個人的な会話シーンや終盤など本心で話す際は「ワル」とは付けず、一人称も「ワタシ」となっている）、常に「黒のヨゲン書」を手にしており、彼自身も強大な魔力の持ち主でその力は当初のマリオたちですら手も出せないほど。最初は世界を破滅に導こうとする純粋な悪人のような登場だが、ストーリーが進むにつれナスタシアとの会話などから過去に何かがあることを伺わせ始め、そのことが物語において重要な意味を持つようになる。
「ノワール」とはフランス語で「黒」を意味する。
英語版の名称は「Count Bleck」。「Count」は英国以外の英語で「伯爵」という意味である。
ナスタシア
伯爵の側近である女性。部下のマネーラからは「ナっちゃん」と呼ばれている。本来は優しい性格をしているが、伯爵に敵対する存在や部下の失敗に対しては容赦がない。催眠術が使え、彼女の催眠光線（本人曰く「チョーサイミンジュツ」）を受けると、伯爵に絶対の忠実を誓うようになる。だが、彼女と直接対決する機会がないため、それが全ての能力かはよく分かっていない。伯爵とは「ザ・伯爵ズ」結成以前からの主従関係であり、結成のきっかけや伯爵の事情もすべて知っており、伯爵のことを常に気にかけている。普段はクールな態度だが、伯爵と二人で会話する時は親身になり、エンディングでは伯爵と別れることになって大泣きしていた。
サブストーリーによると、実は元々人間ではなくコウモリであり、罠にかかって飛べなくなってしまった所を伯爵に助けられると同時に、彼に恋心を抱くようになる。その後、彼と契約を結び人間の体となり、従者として付き従っていた。
英語版の名称は日本版と同じく「Nastasia」。
ドドンタス
伯爵の部下の1人であり、通称「ぶじん ドドンタス」。頭は足りないが（ディメーン曰く、「力『だけ』は強いけど、戦い方はバカの一つ覚え」）、腕力には絶対の自信を持っており、武人の誇りを大切にしていて伯爵への忠誠心は絶対的である。その力に対し本性は優しく、争いのない世界を作るのが夢らしい。ストーリー中は4回もの対戦が待っており、伯爵ズの間でも最多である。トリッキーな技の使い手の多い伯爵ズの中では唯一のパワーファイターでジャイアントスイングやヒップドロップなど豪快な体術で戦う。なおピーチで戦うとジャイアントスイングを手加減してくれる。1-3「コダーイさばく」にて初登場、彼が今作初のボスキャラである。マリオのことを「マレオ」と呼ぶ。三回戦ではディメーンに操られて、「ミドリのドドンタス」として戦うが「チーンゲーンサーイ（青梗菜）」「サーヤイーンゲーン（サヤインゲン）」「ブロッコリーン（ブロッコリー）」など野菜の名称を叫んでいる。
サブストーリーによると、かつては某国にて何千人もの部下を率いる大将軍だったが、味方の裏切りに遭い、部下もろとも殺されかけてしまう。そこを伯爵に救われ、彼に絶対の忠実を誓うことになった。ナスタシアに好意を持っているようで、エンディング後は落ち込みっぱなしの彼女を気にかけているが、伯爵に一途な彼女からは全く気付かれていない。また、本人曰く「いつまでもめげたりせん!」ではあるが、感情を表に出さないだけで、ジャスミン2世によると、本当は伯爵との別れを悲しんでいるとのこと。
英語版の名称は「O`Chunks」。ディメーンに操られた状態「ミドリのドドンタス」の名称は「O`Cabbage（キャベツのドドンタス）」。
マネーラ
伯爵の部下の1人であり、通称「モノマネ師 マネーラ」。誰にでも変身（真似）できる能力を持つ。ストーリー中は3回彼女との対決がある。蜘蛛のような怪物に変身して戦うが、少女の姿でも戦闘は可能。夢は「イケメンハーレムでリッチでウハウハな世界をつくること」。明確に野望実現を目指す一方、伯爵たちへの信頼は篤い。自身の野望のために自ら戦うことを誇りにしているため、勇者であるマリオたち、特に同じ女性であるピーチに対しては強い敵愾心を燃やしている。2-2「サンデールの館その1」にてサンデールの館のメイド、マーネとして初登場。
サブストーリーによると、彼女は古代の民が作り出そうとしていた万能フェアリンの失敗作、もしくは魔女が姿を変える薬を研究していた際に間違った材料を使った事で生まれた魔法生物であるとのこと。また、彼女は定まった姿を持たず、登場する度に服装が変わるのもその為であり、少女形態と蜘蛛形態のどちらが本当の姿ということもない。「ノワール伯爵がイイ男だからついて来た」らしいが、出会いに関しては明かされなかった。エンディング後は再びサンデールの館でメイドとなるが、「イケメンハーレム」の夢は捨てていない。ただ、かつてのメンバーが去りゆくことは悲しんでいる模様。2-4「館の地下」のクイズによると誕生日は5月5日、血液型はAB型、好きな食べ物はミカン、好きな動物は小さな悪魔、チャームポイントは本人曰く「性格がいいところ」、幼少期のあだ名は「ゲジゲジ☆マンボ」、趣味はドラマ「ドスコイの国から」を見ること、一番欲しいものは新しい恋人、お風呂に入って最初に洗うのはお風呂場との事らしい（ただしこの時はサンデールに変身していた為、これらのプロフィールの真偽は不明）。
英語版の名称は「Mimi」。英語で「真似する」という意味を持つ「mimic」が由来。
ディメーン
伯爵の部下の1人であり、通称「みわくの道化師 ディメーン」。伯爵ほどではないが強大な魔力を持ち、次元魔法や分身といったことを得意とする。フランス語交じりの他を惑わすつかみどころのない言動が特徴。初登場は1-4「コダーイいせき」だが、（ここで、「あっさり目的を果たしちゃったらつまらないだろう」と言い、魔法でズンババを狂わせる）初めて対決するのは3-3「タイルタイルツリー」である。ストーリー中は2回しか対決の機会がない。伯爵の一味ではあるが、時折怪しげな言動が見られ、勇者たちを試すかのような発言をしたり、なぜか勇者たちを陰からサポートしたりする。2回目の対決では自分が伯爵に騙されていたことと、ストーリー中にピーチ姫をナスタシアの手から逃がしたり、洗脳されたルイージを正気に戻したりとマリオたちのサポートをしてきたことを告げ、8-3ではマリオたちに伯爵を倒すのに協力して欲しいと話しかけてくるが実際は伯爵ズをそそのかしてマリオたちと戦わせようとし、終盤ではその正体とはとある事故で亡くなったとされる「大魔使いの血を受け継いだ息子」が実は奇跡的に生きていたという説があるという。さらに真の黒幕ともいうべき存在であり、本作の最終ボスでもある。自分こそが「新世界の王」になろうと目論んでいた。コントンのラブパワーを使って世界の支配者となるという本性を露わにし、ルイージを利用してスーパーディメーンとなって戦ったが、マリオたちの怒りの反撃を受けて、自分の敗北やヨゲンの書が覆されたことを信じられずに消滅する。
サブストーリーによると、真相はどこからともなく現れ自ら伯爵に協力すると名乗り出て、最初伯爵は拒否したが、ヨゲン書に彼らしき人物が書かれていたことから部下になることを許したという経緯がある。
英語版の名称は「Dimentio」。日本・海外ともに「ディメンション（次元）」を意識した名前となっている。
英語版の口癖は、「Ah ha ha」という笑い声と、去り際に言う「Ciao!（イタリア語で“それじゃあまた”という意味）」となっている。
ミスターL
ザ･伯爵ズの新参者であり、通称「ミドリ色の貴公子 ミスターL」。伯爵への忠誠以上にマリオを倒すことにこだわっており、他のメンバーへの暴言や罵声が目立つが本来はルイージ本人であるため小心者。大ジャンプが得意で、自作のメカである鋼鉄の兄弟（メタルブラザー）「エルガンダー（後に「エルガンダーZ」へと強化される）」に乗り込んだりもする。4-4「サルガッゾーン」にて初登場。
正体は彼は行方不明となっていたルイージで、ナスタシアに洗脳されてノワール伯爵たちの仲間になってしまったのである。ゲーム中2度にわたってマリオたちと対峙するが、マリオたちは「どこかで見たことがある」と勘ぐるばかりで、最後までミスターLがルイージであるということにはとうとう気が付かなかった。二度目の敗北後、ディメーンによってアンダーランドに飛ばされるが、マリオによって助けられそのまま仲間になる。ルイージと再会したときのシーンではミスターLのBGMが流れている。
英語版の名称は、そのまま「Mr. L」だが、エルガンダーは｢brobot｣、エルガンダーZは「brobot L-Type」となっている。

### サブキャラ
デアール
ペーパーマリオシリーズではおなじみの人物で、「であ～る」が口癖の老魔法使い。なお、同様の姿・性格の別人という設定。
今作では「白のヨゲン書」の解読を営み、明確なアドバイスでマリオたちをサポートする。記憶を失ったアンナの面倒を見ており、彼女に対しては娘に近い感情を抱いている。サブストーリーによると、ハザマタウンにて「りょうり屋」を営むドロシーと、かつて激しい恋をした過去があるという。また彼はドロシーから出された付き合うための条件に挑戦している最中に、どこかから流れ着いて担ぎ込まれてきた、とある瀕死の女性の対応を迫られることになる。
英語版の名称は「Merlon」。
ウラデアール
「ウラハザマタウン」に住むデアール。外見はローブが灰色になった点以外はデアールとほぼ同じ姿で、デアールよりもクールな性格。
英語版の名称は「Nolrem」。
ミステール
デアールと同様シリーズおなじみの人物で、占い師の女性。「ハザマタウン」で占い屋を開いており、常に明確なアドバイスをくれる。物語途中で「体を鍛えるトレーニングマシン」がほしいと言い出す。このトレーニングマシンは脳を鍛えるためのもので、ニンテンドーDS（旧型）そのものである。
英語版の名称は「Merluvlee」。
サンデール
彼女もシリーズおなじみの人物で、マリオらに加護の魔法をかけられる女性魔法使い。元々はステージ2の登場人物（被害者）であったが、後に「ウラハザマタウン」でまじない屋を開くことになった。この引越しのごたごたでお気に入りの水晶玉をなくしてしまった。なお、ミステールとは親戚であり、修行時代のライバルだったらしい。ステージ2-4のクイズによると誕生日は3月25日、血液型はA型、好きな食べ物はイチゴ、好きな動物は小熊、チャームポイントは本人曰く「耳たぶの形」、幼少期のあだ名は「てるてる☆ボーズ」、趣味は水晶玉のカタログを眺めること、一番欲しいものはニューモデルの水晶玉、お風呂に入って最初に洗うのは前髪との事らしい。
英語版の名称は「Merlee」。
ア・ゲール
次元仙人と知られている人物。マリオに「次元ワザ」を伝授する。その後、「ミっちゃん」ことイトコのコダーイ村の村長ミハールとの楽しい思い出を語ってくれる。
英語版の名称は「Bestovius」。
ミハール
「コダーイ村」の村長。ア・ゲールのイトコであり、本人曰くア・ゲールは「一番の親友でハル」。携帯やパソコンなどを使いこなす、ハイテクな村長であるとのこと。クリスタールのファン。また、次元仙人ア・ゲールの「本当は…」的な思い出を語ってくれる。
英語版の名称は「Old Man Watchitt」。
レド
「コダーイ村」の入口の橋を見張っている、どことなくマリオのような外見の門番。初めて会ったときは寝返りで3Dの世界にいたがマリオの「次元ワザ」で元の2Dへ戻ることができた。「次元ワザ」を使えるマリオを「寝返りのテンサイ」と呼んだ。好きな色は赤で嫌いな色は緑。クッパとルイージが話しかけると「ぎゃーミドリー！」と叫んで家から追い出してしまう。兄弟仲は劣悪だが本心では弟のことを気遣っている。
グリン
「コダーイ村」の出口の橋を見張っている、どことなくルイージのような外見の門番。好きな色は緑で嫌いな色は赤。マリオやピーチで話しかけるとそっけない態度をとるが、クッパかルイージで話しかけると、レドについての昔を話す。レドとは兄弟関係であるが、弟故の劣等心から兄弟仲は劣悪。
ズンババ
「コダーイいせき」にてピュアハートの守護をしていた、古代の民が作り出したドラゴン型ロボット。マリオがヨゲン書に記された勇者だと認めるが、ディメーンの手によって暴走してしまう。
彼がマリオを解析中の目の模様は、Wiiショッピングチャンネルのものである。
クリスタール
古代の民の一人。1500年前の人物だが、現在も守護霊として、ズンババと共に「コダーイいせき」にてピュアハートを守護していた。古代の民の賢者の筆頭格で、愛の力で動くピュアハートを作り出そうと言い出したのも彼女である。愛の話には事欠かなかったといい、彼女の為に世界が滅びそうになったことも一度や二度ではないとか。話が非常に長くそれらは途中で省略され全て聞くことはできない。マリオストーリーにも同名の人物が登場しているが別人で関係はない。サブストーリーによると、彼女の妹はモノノフ王国のモノノフ1世と結婚し、100人の子ども(王子)をもうけたため、モノノフ王国では100は繁栄を表す数となっているとのこと。
マーネ
ステージ2の「トワイランド」にある「サンデールの屋敷」にいる、自称サンデールのメイド。姿を見せないサンデールに代わって対応をするが、バンケンに敵視されていたりと怪しい行動ばかりが目立つ。実際にはサンデールとマリオたち双方を狙っていたザ・伯爵ズのマネーラで、彼女と初対面だったマリオらは見事に騙されることとなった。2-3では壷（アンナで調べると値段は推定100コインと評す）を壊してしまったマリオたちに因縁をつけ1000000マネーの借金を押し付け強制労働を課す。借金を全額返すとマーネは爆発して消えてしまう。
カメレゴン
ステージ3の「ピクセランド」の「カメレゴン城」に住むカメレオンの男。彼のセリフは常にブルブル震えている。口癖は「～なんだな」。眼鏡、バンダナ、柄つきTシャツ、ウエストポーチ、カメラを着用、「自分の趣味のもの」に目がなく、周囲のことを気にしない、自室はポスターやゲームなどであふれかえり、自分の興味に関することについては多く語るが（コレクショングッズ、所持品のカメラの等）、一般常識に疎いと言った特徴が見られる。任天堂のゲームでも非常に珍しい性格付けのキャラクターである。自分が気に入ったアンナをさらった（本人はそんな気は微塵もない）ことでマリオたちは彼を追うこととなる。極端に偏ってはいるものの関心や知識は確かで、メイドロボ、門番型扉ロボなどを制作（さらに戦闘機能や細かい性格の設定までしている）したりするなど機械にも趣がある。8－2のニセサンデール（マネーラが変身している）のプレイヤーの苦手なものを聞く質問にも登場し、彼を選択すると、彼と再戦することになる（いきなりワープさせられたらしく「気付いたらここにいた」とのこと）。ただしパラメーターはそのまま。
カメレオンそのままに周囲の景色に擬態して姿を消し、マリオたちの近くに現れて攻撃する。他にもカメラのフラッシュによる目潰しや、自爆機能を備えたロボを召喚して攻撃してくる。
マリオたちに倒された後は「暴力反対」と泣きながら逃走、そのまま行方不明となるがエンディング後に再登場、性格は相変わらずだが一応改心はしたらしく、アンナの代わりにジャスミン2世を製作する。
英語版の名称は「Francis」。
タマラ
ステージ4で同行する宇宙人の男の子。語尾に「～っきゅ」と付く。ステージ4のガイドをこなすほか、宇宙空間で戦うときはビームを撃つことが出来る。始めは自分の正体を明かさない（本人曰く「わるいヤツに　ねらわれるからヒミツって　ヤクソクだったっきゅ」）が、ステージの最後で彼の正体は「タマラ・コロガリーヌ・タマリン」というタマラーン王国の王子で、先の大戦で王国が滅亡し、母親がピュアハートを「サルガッゾーン」に隠した後、世界を救う勇者が現れるまで冬眠カプセルの中で1500年間もコールドスリープ状態で眠っていたことが判明する。その後、マリオたちにピュアハートを授けた後は死んだかのように再び眠りにつくが、もう一度ステージ4に行くと再会できる。初めて会ったときピーチは彼のことを「宇宙のおチビさん」と呼んでいた。クッパはついていくとき「あやしいときはまるのみだ」と語っていた。大人ぶってはいるが行動や発言は子供そのものである。
英語版の名称は「Squirps」。
ロック人
ステージ5の「ストンストンランド」に登場する地上に住む種族。家屋や身なりは石器時代のようだが、最近になって文明が急速に発達しており、生活水準は高い。「テレビ石」等の日用品を使いこなす。
デビッド
ロック人の探検家。彼が主演の「デビッド・アドベンチャー」はロック人の間でもかなり人気らしく勝手な性格。口癖は「ババ～ン」。
続編の『ペーパーマリオ スーパーシール』において彼が書き残したであろうメモが存在する。
ヘンリー
デビッドの部下、背が高い方。アンナ曰く「音声を撮ることよりデビッドの機嫌を取るのが主な仕事」。
スタンレー
デビッドの部下、背が低い方。アンナ曰く「映像を撮ることよりデビッドの面倒を見るのが主な仕事」。
ハナーン族
「ストンストンランド」の地底に住む植物種族。ロック人よりも高度な文明を持つ。彼らが暮らすハナーン王国は1500年前より存在する由緒正しい王国で、勇者が来るまでピュアハートを保管し続けていた。最近になってキング・ハナーンの命令でロック人たちをさらうようになった。
キング・ハナーン
ハナーン王国の現国王である、4代目キング・ハナーン。元々は先王の摂政だった。「王」「キング」ではあるが女王様口調で喋る（女性なのかオカマなのかは不明〈2代目は女王とされているが〉。そもそもハナーンに性別があるかどうかも明らかにされていない）。プライドが高いもののかつては名君として慕われていたが、最近になって変心をきたすとともに美しいものに執着しはじめ、ロック人をさらい「ハナーンの芽」で洗脳、宝石発掘の奴隷としていた。ステージ5の最後で判明するが、実は地上のロック人が文明の発達で生じたゴミを川に投棄したことで王国の水が汚染、それにより心身ともに蝕まれたのが事の原因であった。後にデビットがこのことを伝えたことで汚染が解消され、エンディング後には元の性格に戻り、今度はロック人との友好的交流を考えている様子を見せる（ただし、一般のハナーンはステージ5クリア後も攻撃してくる）。
モノノフ王
「モノノフ王国」を治める王様。少し強引で理不尽な性格。なお「モノノフ」は武士からきている。
ブブドー
モノノフ王を守る100人の家来。100人抜きがピュアハートを貰う条件だったが途中で「モノノフ王国」の世界の崩壊が加速、そのまま消滅してしまうため、最初は20人までしか相手にできないが、エンディング後に、復興したモノノフ王国にて「ブブドー100人斬り」に挑戦できる。
ジャーデス
「アンダーランド」の女王。閻魔のような立ち位置の人物で、人の心を見透かすことができ、訪れた死者（モウジャー）を「アンダーランド」か「スカイランド」に送るかを区分している。生き物の生命を奪ったり与えたりすることができる。アンダーランドにやってきたマリオたちの罪を調べようとするが、その際彼らが持っていたピュアハートに気付き、マリオたちが行方不明となったラブエルを捜索している間、壊れたピュアハートを預かり直すことになる。グランエルの妻で、彼からは「ジャーちゃん」と呼ばれている。普段は女帝のような話し方をするが、グランエルと話す時は普通の女性の口調になる。
モウジャー
「アンダーランド」にいる人々。さまざまな死に方をした話をブラックユーモアで語る。ジャーデスの裁きで善人と裁かれた者は「スカイランド」へ行きエルエル人に、悪人と裁かれた者はアンダーランドの底へ行きガイコッツやトゲコッツになるとされる。名前は「亡者」から。
オニン
鬼の姿をした役人。「アンダーランド」でジャーデスに使えている者、「アンダーロード」でスカイランド行きのモウジャーを見送る者がいる。名前は「鬼」から。
モンバーン
アンダーランドとスカイランドを繋ぐ「アンダーロード」の番人である、顔が浮き上がった扉。3体存在し、扉に来た者が通過するに相応しい者かチェックするべく、それぞれが異なった試練を出す。
アンダーランド三姉妹
「オババ三姉妹」とも呼ばれるアンダーロードの住人。家の中に入って右側から順にババーラ・ババーヤ・ババーナといいマリオたちにお使いをお願いする。ババーナは、昔グランエルをめぐったジャーデスの恋敵だったらしい。
エルエル人
良い心を持つモウジャーが「スカイランド」で生活している姿で、天使のような姿をしている。マリオたちが初めてスカイランドに訪れた時は大半の者が氷漬けにされていた。名前は季節や曜日に天使の称号の「エル」が付いている。
グランエル
「スカイランド」の国王。ジャーデスの夫で、彼女からは「グーくん」と呼ばれている。
ラブエル
ジャーデスとグランエルの間にできた一人娘（エルエル人）。アンダーランドで「王子様が来る」と1人ときめいていたが、出会ったのがヒゲの2人組（マリオとルイージ）だったので不満そうな態度をとっている。だが、それでも仲間として受け入れる気はあり、アンナにどっちが好みなのかを執拗に聞き出している。
実は彼女の正体は「ピュアハート」そのものであり、悪い心を持つ者からピュアハートを守る為に、両親が人格を与えた上で仮の形にして隠していたのである。その後は「スカイランド」で生活していたが、自分の正体をシニガミダスに告げられ動揺する。その後、アンダーランドからスカイランドの緊急事態を知って駆けつけたジャーデスの言葉で全てが判明し、グランエルと口論を起こすが、最後はマリオたちやアンナに「本当の自分」を託してピュアハートに戻る。その後消滅したかに思えたが、エンディング後に復活。その理由は彼女自身も知らないが、ステージ7の時点よりも好意的な態度が目立つようになる。
英語版の名称は「Luvbi」。
シロエル
グランエルの側近。マリオたちにアカエル、アオエル、キーエルたちから3つのタマを貰ってくるように指示する。
アカエル
エルエル人の偉人の1人。規律に煩いタイプだが人望が厚く、シニガミダスの軍団がスカイランドへ攻め込んで来た時も1人で戦い続け、ガイコッツを軽く叩き潰すほどの戦闘能力を持つ。
アオエル
アカエル同様、エルエル人の偉人の1人。人当たりは良いが戦闘能力に欠け、シニガミダスにあっさり氷漬けにされてしまう。解凍した後は一時的な記憶喪失になった為、ラブエルから「アホエル」と呼ばれる。
キーエル
前述の2人同様、エルエル人の偉人の1人。のほほんとした性格であるが、臆病なのか気弱なのか、シニガミダスの軍団がスカイランドに来襲した時はトイレに隠れていた。
シニガミダス
スカイランドに侵攻した氷の魔物。アンダーランドの底に封印されていたが、世界崩壊が近づいたことによる地震で牢が壊れ、脱走していた。一人称が「アッシ」で口癖は「～ザンス」などイヤミ口調である。アンナによるとエルエル人と同じ雰囲気がするとの事だが、詳細は不明。
ザンババ
「100部屋ダンジョン」の最深部に眠るズンババのプロトタイプにして父親であるドラゴン型ロボット。全身が真っ白で電飾も剥き出しになっている。一人称は「ヨ(余)」で、語尾に「～ナリ」と付けるが、倒されると一人称が「ボク」となり、語尾に「プー」と付けるなど途端に幼い子供の様な口調になる。息子と違って尊大な性格であり、眠りを覚まされたマリオ達に対し「万死に値する」と、怒って襲い掛かって来る。
カゲ
「ウラ100部屋ダンジョン」の最深部に眠る「古代の民の使者」を自称する謎の存在。カメラで姿を撮られたかのような演出と共にマリオ達に語り掛け、真の勇者かどうかを測るべく、再び「ウラ100部屋ダンジョン」をクリアせよという試練を課す。
実はその正体は古代の民の使いなどでは無く、古代の民によって作られた呪われた力であり、二度目の試練に挑んでいるマリオ達の姿と力を再現したコピーを作って勇者に成り代わり、更にフェアリンの力を悪用して古代の民に対し復讐を目論んでいた。

### その他
キノピオ
本作ではオープニングでのみ登場する。
ミスター・マイドー
ハザマタウンショップの店長。コダーイ村、ストンストン村、さらに大宇宙の片隅（チョコバー専門店である、店の人は建築するべき場所を間違えたのか、マリオ一向が最初の御客様らしい）のコンビニなどの支店がある。流通を根底から覆そうと考えている野心家でもあるらしい。
ミスター・オオキニ
ウラハザマタウンショップの店長。顔の表情は悪いがいつもごきげん。その日の生活費だけで満足している無欲な人物。
プチフラワー店長
ミニみでしか入れない小さな家にある店主に料理の調味料を売っている。外見すがた形は極端に小さすぎて見えないがこれは「大人の事情」であるかららしい。
ツーソンとカーソン
ハザマタウンとウラハザマタウンのドリンクバーを営むマスター。プレイヤーに冒険に役立つ情報や、旅で出会うキャラクターのヒミツ（サブストーリー）を1回10コインで提供している。
アイシテール
古代の民でミステールとサンデールのご先祖様。本作の重要なアイテムピュアハートを作り出した女性。
ルミエール
各ステージクリア後の回想シーンの文中に出てくる男性。実はノワール伯爵の本来の姿。「ヤミの一族」の族長の息子だったらしく、傷付いて倒れていたところをエマという女性に助けられ彼女と恋に落ちるが、のちにエマが姿を消してしまい、ルミエールの心は荒れ狂ってしまう。エマが自分の父親の手によって消されたことにより黒のヨゲン書に手を出し、その力でノワール伯爵となり、自分の住んでいた国を全て滅ぼしてしまった。その後は手下を従えて世界滅亡を画策していたが、マリオたちに敗北、その後、元のルミエールとしての人格に戻り、ディメーンが倒された後はアンナと愛を誓い、ピュアハートを使ってコントンのラブパワーを完全に封印しアンナと共に消滅する。その後に遥かとある小さな施設に立つ大地にピュアハートの奇跡によってルミエールの姿に転生し新婚されたエマと共に導かれ、一緒に幸せに暮らしている。
エマ
ルミエールと同じく回想シーンの文中に出てくる女性。「ニンゲン」（人間）らしい。ルミエールと出会い恋におちるが、ある日突然姿を消してしまう。それは互いの恋に反対していたルミエールの父親に呪いをかけられ、異次元に追放されてしまったからだった。それがルミエールの起こす事件の引き金となってしまった。正体はアンナが人間だった頃の姿であり瀕死になっていた所をデアールに助けられ、彼によってそのままフェアリンへとなる形で一命を取り留める。同時にエマであった時の記憶を失ってしまうが、マリオたちとの冒険を経て少しずつ思い出していき、終盤でその記憶を完全に取り戻す。そしてルミエール（ノワール伯爵）と再会、エンディングで彼と愛を誓い、共に消滅した。その後に遥かとある小さな施設に立つ大地にピュアハートの奇跡によってエマの姿に転生し新婚されたルミエールと共に導かれ、一緒に幸せに暮らしている。
ルミエールの父親
一部の回想シーンの文中に出てくる男性で、「ヤミの一族」の族長らしく、頑固なルミエールの父。「黒のヨゲン書」の執行人でかつての持ち主らしい。しかし互いのエマとの恋に落ちるが反対していた自から「黒のヨゲン書」に呪いをかけられ、異次元に放置されてしまったからだった。ところがそのルミエールの意思が「厄災を起こす事件の引き金」となってしまい、ルミエールは「黒のヨゲン書」を奪い自分の父を排除されてしまい新たな執行人となり「ヤミの一族」の世界を滅ぼしてしまった。

## 敵キャラ
クリボー
パタクリボー
トゲクリボー
パックンフラワー
ワンワン
キラー
テトラ
テトラポン
テトラドン
ジャマゴン
チェリリン
アイスチェリリン
ポイズンチェリリン
メット
トゲメット
ポイズンパックン
ノコノコ
パタパタ
トゲノコ
カメック
プクプク
ゲッソー
ダイオーゲッソー
ジュゲム
トゲゾー
ハンマーブロス
ブーメランブロス
ファイアブロス
コウラシューター
パンジーさん
きらめくパンジーさん
フグモドキ
カッくん
チョロボン
ガボンへい
ストーンメット
ハナーン
ハンニャー
ナンジャ
カロン
ホネノコ
テレサ
ダークテレサ
シロイテ
アイスパックン
ヘルワンワン
アンダーワールドから出る為の門を守る、赤・青・黄色の3体のワンワン。この戦闘のみターン制バトルになる。
クモクモーン
パタメット
パタトゲメット
ガイコッツ
トゲコッツ
ハネコッツ
カッチコッチ
デスデス
デスデスデス
アカマジール
アオマジール
キマジール

## 冒険する世界
今作でマリオたちが冒険する世界（ステージ）。
ハザマタウン
時空の狭間に存在する町。本作における拠点で『マリオストーリー』のキノコタウンや『ペーパーマリオRPG』のゴロツキタウンに近いポジション。時空に巻き込まれないようにするため、町全体が表・裏の構造となっている（裏の部分は「ウラハザマタウン」と呼ばれる）。表の「ハザマタワー」からは様々な世界へ、裏の「ウラハザマタワー」からは「暗黒城」へ行ける。
ラインラインランド
赤色のトビラを通った先の世界にある、フィールドの多くが線で構成されたステージ1の舞台。草原の「ラインラインロード」、その先の山「ラインラインマウンテン」、さらに山を越えた先の砂漠「コダーイさばく」、ピュアハートが守護された「コダーイいせき」がある。1-1のステージ構成の一部に「スーパーマリオブラザーズ」の1-1に似た箇所があり、敵配置も似ている。
トワイランド
オレンジ色のトビラを通った先にある、ステージ2の舞台。常に黄昏な「トワイランド」、その先に建つ「サンデールの館」、迷路のような造りの「館の地下」がある。
ピクセランド
黄色のトビラを通った先にある、ステージ3の舞台。全てがドットで構成された「カクカク平原」、プクプクやゲッソー等の海洋生物が登場する「ドットドット海」、電光板が設置された巨木「タイルタイルツリー」、カメレゴンの本拠地「カメレゴン城」がある(城はかつて古代の民のものであり、ピュアハートを封印した。封印は人を信じる純粋な心に反応して解かれる)。3-1の地下は「スーパーマリオブラザーズ」の1-2そのままの地形である。
大宇宙
緑色のトビラを通った先にある、ステージ4の舞台。見渡す限り星の大海原であり、とある惑星「わくせいプラネーン」、宇宙の抜け道「へんきょう宇宙」、宇宙の墓場とも言われる「サルガッゾーン（サルガッソー海が由来）」がある。なお、この世界では『スーパーマリオギャラクシー』シリーズとは違って、空気がないため「ヘルメット」なしでは冒険に出られない。
ヘルメットはハザマタウンの3階の男の子が持っている。
ストンストンランド
水色のトビラを通った先にある、ステージ5の舞台。原始的な村「ストンストン村」、村を越えた先の峡谷「ストンストンバレー」、地下のハナーンたちが住む「ハナーンのどうくつ」がある。
モノノフ王国
青色のトビラを通った先にある、ステージ6の舞台。「ハザマタウン」よりも崩壊が進んでおり、モノノフ王からピュアハートを貰う前にこの王国のある世界そのものが崩壊してしまう（その影響でピュアハートも力を失うが、ステージ7においてジャーデスに直してもらえる）。エンディング後は王国が復活し、武術大会「ブブドー100人斬り」に再挑戦できるが、一度クリアすると挑戦できなくなる。
アンダーランド＆スカイランド
紫色のトビラを通った先にある、ステージ7の舞台。ただし、最初はディメーンの罠によってトビラを通らずに直接ここに飛ばされる。いわゆる「死後の世界」であり、ジャーデスが女王を務める「アンダーランド」の他、地上へと続く「アンダーロード」、スカイランドへと続く「スカイロード」、グランエルが国王を務める「スカイランド」がある。アンダーランドは地獄と天国の境に位置する場所であり、ジャーデスにより善人と裁かれた者はスカイランド（天国）行き、悪人と裁かれた者はアンダーランドの底（地獄）行きになる。アンダーランドの背景は家系図らしきものがいくつか並んでいる。
暗黒城
最後のトビラを通った先にある、ステージ8の舞台。「次元のあな」の中心にある、ノワール伯爵たちの根城。今作のラストステージであり、難易度は全ステージ中最も高い。各ステージの最後には、「ザ･伯爵ズ」の各メンバーと、1キャラ固定（キャラ変更不可）で戦うことになる。勝つとイベントが発生して、その仲間が1人ずつ抜けていき、ステージ8-4はマリオ1人になる。その後、最終決戦で合流する。しかし、最後はディメーンがルイージと「黒のヨゲン書」による「重大な運命の秘密」を使用して、「コントンのラブパワーの力」が開放されてしまう。
100部屋ダンジョン
ハザマタウンの地下に存在する、古代の民がピュアハートを護る力を研究する為に使った試験場の跡である巨大迷宮。内部には世界中から集められた敵キャラクターの巣窟となっている。『ペーパーマリオRPG』の100階ダンジョンに近いポジション。ステージ2-1でボムドッカんを仲間にした時点で挑戦が可能。
階層は「ルーム○○」で表記される。1つの部屋には5分間しか居る事が出来ず、5分以内に敵キャラが持っている扉の鍵を見つけて次の部屋に入らなければならない。5分間同じ部屋に居続けると強制的にゲームオーバーとなる。ダンジョン内ではセーブブロックは一切存在せずセーブは不可能。
10部屋ごとに安全地帯が有り、そこは5分以上居ても安全な他、宝箱と脱出用の土管がある（ただし使用するとルーム1からやり直しとなる）。また一定の確率でロテンが登場し、アイテムを買うことができる。
背景にはピュアハートやそれにまつわる壁画が描かれている。
ウラハザマタウンの地下には「ウラ100部屋ダンジョン」が有り、そこではピュアハートだけでは無く「カゲの力」をも研究していたとされている。具体的なルールは表の100部屋ダンジョンと同じ。

## カード
今作のサブ要素として用意されており、キャラクターのイラストが描かれている。イラストは敵キャラの他、サブキャラや過去のシリーズで登場したかつての仲間たちが描かれたものなどもある。カードは主にカードショップで「カードふくろ」かカードを直接購入するほか、アイテム「ホカクカード」で敵を捕獲したり、宝の地図などで入手できる。ランク★のカードは「ノーマルカード」、★★のカードは「スーパーカード」、★★★のカードは「スペシャルカード」と呼ばれている。敵キャラのカードを持っていると、その敵キャラに与えられるダメージの量が倍になる（その敵のカードの所持数に応じて与えられるダメージがさらに増えてゆく）。さらに、裏100階ダンジョンのカゲを倒すと手に入るマリオ・ピーチ・クッパ・ルイージのカードを手に入れると攻撃力が2倍になる。

## 攻略本
- 任天堂公式ガイドブック スーパーペーパーマリオ ISBN 9784091063663 - 小学館（発売日：2007年5月29日）
- スーパーペーパーマリオ カンペキガイドブック ISBN 9784757736085 - エンターブレイン（発売日：2007年5月31日）
- Nintendo DREAM ゲーム攻略本 スーパーペーパーマリオ ISBN 9784839924607 - 毎日コミュニケーションズ（発売日：2007年5月30日）
- SUPER PAPER MARIO ザ・コンプリートガイド ISBN 9784840238953 - 角川グループパブリッシング（発売日：2007年5月31日）

## その他

### 音楽
- 馬場泰久（サウンドディレクター）
- 三留尚子
- 関河千佳

### ゲームID
RVL-R8PJ-0